# Tectura scutum
Tectura scutum är en snäckart som först beskrevs av Martin Heinrich Rathke 1833.  Tectura scutum ingår i släktet Tectura och familjen Lottiidae. Inga underarter finns listade i Catalogue of Life.